# Sympistis sibirica
Sympistis sibirica är en fjärilsart som beskrevs av Alphéraky 1895. Sympistis sibirica ingår i släktet Sympistis och familjen nattflyn. Inga underarter finns listade i Catalogue of Life.